# Puerto Rico en los Juegos Olímpicos de México 1968

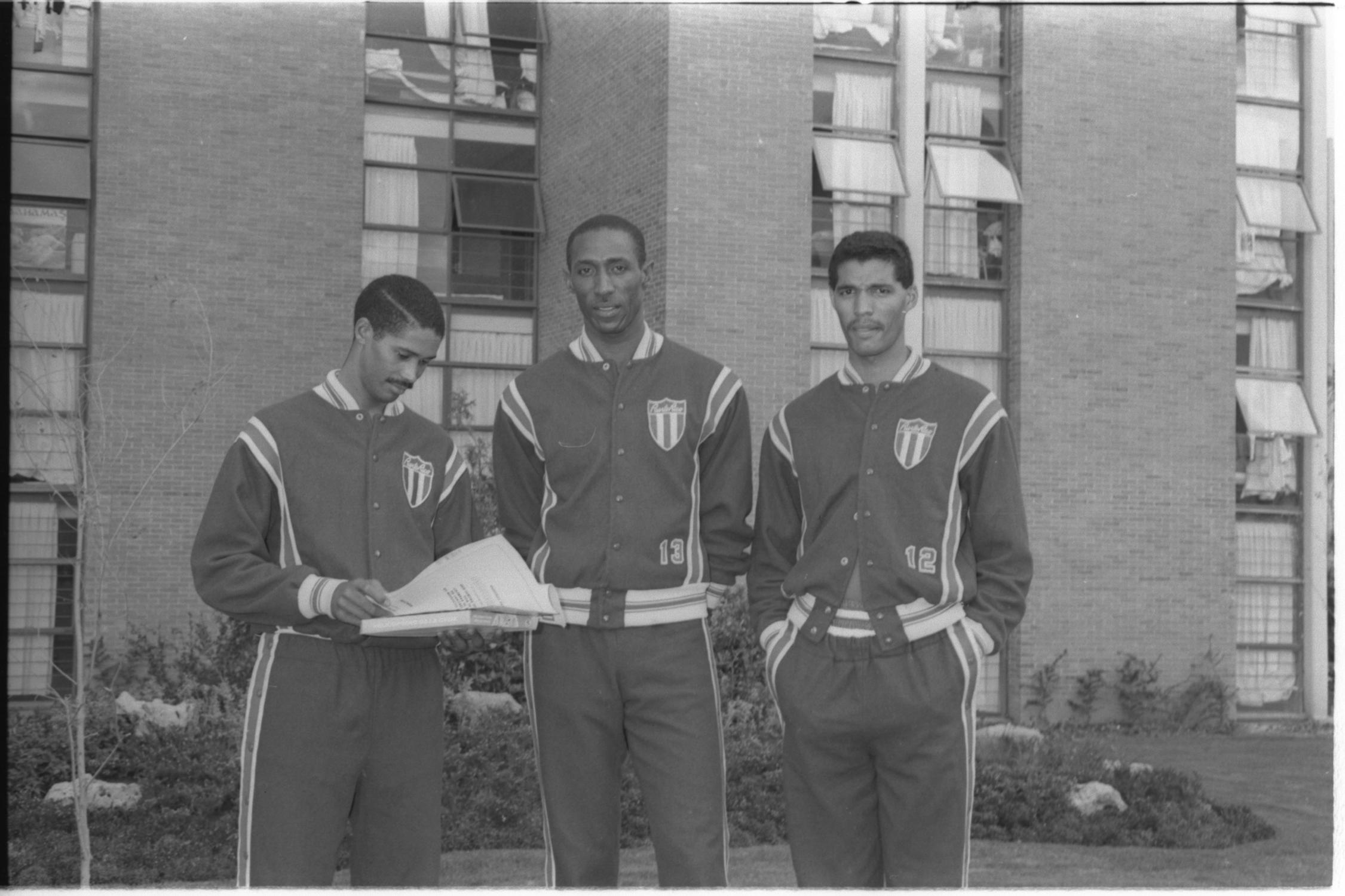
Deportistas puertorriqueños en la Villa Olímpica.

Puerto Rico estuvo representado en los Juegos Olímpicos de México 1968 por un total de 58 deportistas, 54 hombres y cuatro mujeres, que compitieron en 10 deportes.
El portador de la bandera en la ceremonia de apertura fue el jugador de baloncesto Jaime Frontera. El equipo olímpico puertorriqueño no obtuvo ninguna medalla en estos Juegos.